# Weissenbach (Boswil)
Weissenbach oder Wissenbach ist ein Weiler in der Gemeinde Boswil im Kanton Aargau. Der Weiler liegt am gleichnamigen Bach – von dem der Name des Weilers abstammt – am Osthang des Lindenbergs, unmittelbar an der Gemeindegrenze zu Buttwil.
Weissenbach ist gekennzeichnet durch die Säge Weissenbach.